# The Economic Journal
The Economic Journal ou EJ est une revue scientifique sur l'économie publiée sous le nom de Royal Economic Society par Wiley-Blackwell. D'abord publié en 1891, l'EJ est l'une des revues fondatrice de l'économie et a une bonne réputation mondiale dans son domaine. L'EJ publie des documents dans tous les domaines de l'économie et dispose de huit numéros par an.

## Histoire

### Présentation
The Economic Journal a été créée en novembre 1890, lors de l'inauguration de la British Economic Association (devenu le Royal Economic Society en 1902). L'un des objectifs centraux de la nouvelle société était de créer un forum où la recherche économique britannique pourrait être publié. Dans une circulaire envoyée avant la réunion inaugurale, le professeur Alfred Marshall, l'un des membres fondateurs de la société, a indiqué l'impact significatif d'une nouvelle revue basé sur la science de l'économie britannique
Ses paroles ont attiré environ 200 personnes à la séance d'ouverture de l'Association. En réponse à ce soutien massif, The Economic Journal a été publié peu de temps après la fondation de l'Association en mars 1891.

### Genèse de la revue
Entre les années 1886 et 1890, il y avait eu beaucoup de dialogue entre les économistes britanniques. Sir Robert Harry Inglis Palgrave (1827-1919), rédacteur en chef de The Economist, proposa initialement la création d'une société spécialisée dans les traductions de l'édition et de réimpressions d'ouvrages économiques limitées. Herbert Somerton Foxwell (1849-1936), détenteur de la chaire d'économie à l'University College de Londres, avait toutefois un projet plus ambitieux; une publication trimestrielle regroupant les recherches actuelles, sur le modèle du Quarterly Journal of Economics et du Journal des économistes. Ce type de publication, selon lui, permettrait aux économistes britanniques de « fraterniser » avec l'American Economic Association.
Palgrave, Foxwell et Marshall explorèrent d'abord la possibilité de créer une telle publication dans le cadre de la Royal Statistical Society. Après discussions avec la société, cependant, il fut conclu qu'une nouvelle organisation devait être inauguré afin de poursuivre ces objectifs. Cette décision fut soutenue par l'économiste et philosophe John Neville Keynes (1852-1949).
Les membres fondateurs décidèrent qu'une société économique devait être créé et qu'elle serait ouverte à tous ceux qui s'intéressent à l'économie, qu'il s'agisse de politiciens, de décideurs, d'universitaires ou des laïcs. Le journal adopterait une attitude similaire de tolérance, publiant les travaux de tous les domaines de la science économique avec impartialité.
Les premiers numéros de la revue indiquent des efforts méticuleux des éditeurs à adhérer à cette promesse. Parmi les articles publiés dans les premiers numéros de la revue, c'étaient des documents exprimant des opinions socialistes, individualistes et ruskinienne. L'insistance originelle d'une publication de haute qualité fonctionnant avec impartialité et inclusivité façonna The Economic Journal tout au long de son histoire.

## Anciens éditeurs
The Economic Journal a été édité par certains économistes britanniques influents. Le premier rédacteur en chef de The Economic Journal était Francis Ysidro Edgeworth qui a tenu une chaire d'économie à l'Université de Londres en 1888, et a été nommé professeur d'économie politique à l'Université d'Oxford en 1891. Malgré ses diplômes, Edgeworth a admis la difficulté d'établir la nouvelle revue.
Edgeworth a continué son travail de rédacteur en chef jusqu'en 1911, assisté entre 1896 et 1905 par Henry Higgs (1864-1940), l'un des membres fondateurs de l'Association économique britannique et un acteur clé dans la demande de la Société pour la charte royale en 1902. Edgeworth repris son rôle d'éditorialiste entre 1918 et 1925 aux côtés de John Maynard Keynes.
John Maynard Keynes (1883-1946), le premier théoricien de l'économie, la politique et la fonction publique, a pris le poste de rédacteur entre 1912 et 1944, en veillant à la publication continue de la revue à la fois par la Première Guerre mondiale et la Seconde Guerre mondiale. Au cours de sa longue durée, il a édité aux côtés de l'ancien élève de Marshall et professeur d'économie politique à l'Université de Leeds et l'un de ses anciens élèves Austin Robinson (rédacteur en chef adjoint de 1934 à 1940).
La direction de Sir Austin Robinson a commencé en 1934 en tant que rédacteur en chef adjoint et a pris fin en 1970 en tant que rédacteur. Robinson était un Conseiller de Gouvernement pour le Cabinet de guerre et la Chambre de commerce avant de retourner à Cambridge en tant que conférencier. Pendant son service de 36 ans pour le Journal économique, Robinson a également servi en tant que secrétaire de la Royal Economic Society. En commémoration pour son dévouement au service de la revue économique, un prix est maintenant offert en son honneur.

## Sources